# Freylinia tropica
Freylinia tropica är en flenörtsväxtart som beskrevs av Spencer Le Marchant Moore. Freylinia tropica ingår i släktet Freylinia och familjen flenörtsväxter. Inga underarter finns listade i Catalogue of Life.